# Prättäkitti
Prättäkitti (eller Rättäkitti) var en häxa eller en sierska från byn Manninen, Loimaa (idag Ypäjä). Enligt berättelser fick Prättäkitti sina magiska krafter på grund av att barnmorskan, som hjälpte vid förlossningen, också var en häxa.

## Biografi
Nästan allt som gäller Prättäkitti är osäkert och öppet. Hon levde sannolikt någonstans under 1600-talet men det finns också tolkningar som förenar henne med Ulriikka Justiina, en bondhustru som levde på 1800-talet. I alla fall levde hon i gården Manninen..
Prättäkitti sägs komma från Nousis. Hon träffade bonden Teppo från gården Manninen under Teppos besök i Åbo och de två förlovade sig.

## Spådomar och anklagelse för häxeri
Det finns olika berättelser om Prättäkittis spående. Enligt några några historier var hon också en fullständig häxa som blev anklagad och dömd.
Bland de mest kända spådomarna, som Prättäkitti lär ha gjort, finns t.ex.
- att Kanta-Loimaa kyrka brinner ned 1888: kyrkan brann på grund av en blixt.
- att världen blir bunden med ett järnbälte som ska åkas med en vagn av järn och utan hästar: betyder järnväg och tåg.
- att Välimetsä, Peloinen blir urbaniserat: området var nästan öde tills Åbo–Toijala-järnvägen färdigställdes år 1876.

### Pojken som blev förtrollad till en varg
En populär anekdot drar en historia att en bondhustru från gården Pytty kom och bad hjälp om Prättäkitti för att hon har blivit rånad (beroende på berättelse rånades pengar eller guldring). Bondhustrun bad Prättäkitti att förtrolla rånaren till en varg vilket Prättäkitti gjorde. När Frun Pytty kom hem igen, såg hon att hennes son, Yrjä, hade blivit en varg. Enligt några återgick sonen till en människa igen men fick en stubbsvans som gjorde det plågsamt för honom att sitta. 
År 2016 gjordes det en musikal för barn om den här berättelsen (manus: Matti Mali, regi: Jaakko Loukkola). Musikalen utspelar sig mellan 1650 och 1657.

### Häxprocess
Enligt en historia blev Prättäkitti anklagad för häxeri och dömdes till döden. Hon blev bunden vid en kvarnsten och kastades i en sjö men Prättäkitti använde stenen som skepp och seglade till säkerheten.

## Tradition idag
År 1981 publicerades ett hörspel (manus: Pirkko Jaakola).
I Loimaa firas Prättäkittis dagen (fi prättäkittipäivä) i slutet av februari eller i början av mars. Organisatörer är Loimaas företagarekvinnor och lokaltidningen Loimaa Lehti..